# لوس بولفورينيس (مدينة)
لوس بولفورينيس (بالإسبانية: Los Polvorines)‏ هي منطقة سكنية تقع في الأرجنتين في Malvinas Argentinas Partido. يقدر عدد سكانها بـ 53,354 نسمة وترتفع عن سطح البحر 22 متر.